# لویچه
لویچه (به ایتالیایی: Levice) یک کومونه در ایتالیا است که در استان کونیو واقع شده‌است. لویچه ۱۵٫۴ کیلومتر مربع مساحت و ۲۴۲ نفر جمعیت دارد.